# Valeriu Vlas
Valeriu Vlas (n. 6 august 1971, Călărași, RSS Moldovenească, URSS) este un fost alergător moldovean specializat în maraton. Cel mai bun rezultat personal al său este 2:18:49 ore.
Punctul culminant al carierei sale a fost locul 35 la Campionatele Mondiale din 1999. De asemenea, a concurat la Jocurile Olimpice din 1996 și 2000 fără a ajunge însă în finală.

## Realizări sportive
| An                             | Competiție                     | Locație                        | Loc                            | Eveniment                      | Note                           |
| Reprezentând Republica Moldova | Reprezentând Republica Moldova | Reprezentând Republica Moldova | Reprezentând Republica Moldova | Reprezentând Republica Moldova | Reprezentând Republica Moldova |
| ------------------------------ | ------------------------------ | ------------------------------ | ------------------------------ | ------------------------------ | ------------------------------ |
| 1996                           | Jocurile Olimpice din 1996     | Atlanta, Statele Unite         | 77                             | Maraton                        | 2:28:36                        |
| 1998                           | Campionatul European           | Budapesta, Ungaria             | 38                             | Maraton                        | 2:27:28                        |
| 1999                           | Campionatele mondiale          | Sevilla, Spania                | 35                             | Maraton                        | 2:24:22                        |
| 2000                           | Jocurile Olimpice din 2000     | Sydney, Australia              | 55                             | Maraton                        | 2:24:35                        |
| 2000                           | Istanbul Marathon              | Istanbul, Turcia               | 7                              | Maraton                        | 2:24:21                        |
| 2004                           | Odense Marathon                | Odense, Danemarca              | 10                             | Maraton                        | 2:24:41                        |

## Recorduri personale
| Probă       | Performanță | Dată              | Locație  |
| ----------- | ----------- | ----------------- | -------- |
| 10 000 m    | 30:18,3     | 5 iunie 2005      | Chișinău |
| Semimaraton | 1:07:33     | 20 februarie 2005 | Trabzon  |
| Maraton     | 2:24:21     | 15 octombrie 2000 | Istanbul |
| Maraton     | 2:18:49*    | 5 noiembrie 2006  | Istanbul |

*Recordul nu a fost omologat.